# ROMANTIC 1990
『ROMANTIC 1990』（ロマンティック・ナインティーンナインティ）は、日本の音楽ユニットであるCOMPLEXの2枚目のオリジナル・アルバム。
1990年4月18日に東芝EMIのイーストワールドレーベルからリリースされた。前作『COMPLEX』（1989年）よりおよそ1年ぶりにリリースされた作品であり、3曲を除いて作詞はすべて吉川晃司が担当、1曲を除いて作曲はすべて布袋寅泰が担当、プロデュースは前作に引き続き布袋が担当している。
レコーディングは日本国内で行われたが、一部セクションのみイギリスのアビー・ロード・スタジオにて行われた。前年の時点で、吉川と布袋の音楽に対する価値観の違いから確執が生じており、レコーディングは両者が顔を一切合わせずに行われた。本作は六四天安門事件やベルリンの壁崩壊および東欧革命など、当時の世界情勢に吉川および布袋ともに影響を受けた結果、世紀末や1990年代の幕開けを意識したコンセプト・アルバムとなっている。
本作からは先行シングルとして「1990」がシングルカットされている。また、本作はオリコンアルバムチャートにて最高位第1位を獲得、売り上げ枚数は40万枚を超えたため日本レコード協会からプラチナ認定を受けている。本作を受けたコンサートツアーの終了後に行われた東京ドーム公演「ROMANTIC EXTRA」を最後にCOMPLEXは活動休止となったため、最後のオリジナル・アルバムとなった。

## 背景
自身が望む活動と事務所との体制が大きく異なっていたことを理由に渡辺プロダクションから独立した吉川晃司と、海外進出やデヴィッド・ボウイとの共演を求めてBOØWY解散後にソロ・デビューを果たしていた布袋寅泰は、1988年12月10日に新ユニットとなるCOMPLEXの結成を発表する。その後COMPLEXは1989年4月8日にデビュー・シングル「BE MY BABY」、4月26日にはファースト・アルバム『COMPLEX』をリリースした。オリコンチャートにおいてはシングルおよびアルバム両方で最高位第1位を獲得。その後アルバムを受けたコンサートツアー「COMPLEX TOUR 1989」を、1989年5月10日の群馬県民会館公演を皮切りに9月24日の香川県県民ホール公演まで35都市全42公演実施。ライブ時には線を引いたようにファンが分かれる現象が起きており、吉川は「まあ、ファンにしてみれば、納得いかないのも当然かもしれないけど」と述べている。また吉川と布袋のファン同士が喧嘩している場面もあったと述べている。
ファースト・ソロアルバム『GUITARHYTHM』（1988年）のリリース後から周囲の自身への視点がシビアになったと布袋は述べており、「布袋はつまんないことやっちゃダメ」と忠告を受けることがあったとも述べている。しかしその状況に息苦しさを感じていた布袋はコンセプチュアルな作品を制作することへの欲求もあったものの、やんちゃな自身を気楽に表現したいとの思いからCOMPLEXを結成したと述べている。布袋曰くCOMPLEXは音楽的評価も売り上げも上々であり、またBOØWY末期に拒否していたメディア出演も積極的に行っていたという。後にB'z所属の松本孝弘と知り合った布袋は、松本から「ヴォーカルの稲葉と、COMPLEXのライヴに行きましたよ。圧倒されました。あのままCOMPLEXが続いていたら、俺たちなんか何もやれなかったですよ」と言われたと自著『秘密』の中に記している。しかし好調な活動の中で布袋は「答えのない命題」を抱えていたと述べており、周囲の人間から「COMPLEXは確かにカッコイイよ。でもさ、布袋が一番やりたいことって、コレだったの?」と問われることや、「布袋さぁ、BOØWYを復活しろよ……」と懇願されることもあったと述べている。友人として吉川に信頼を置いていた布袋であったが、自我の強いアーティスト同士でもあり、音楽制作においては仲の良さだけでは共同作業が不可能になっていったと布袋は述べている。布袋によれば吉川はCOMPLEX以前のキャリアのまま自分自身を表現することに重点を置いていたが、布袋は名前は知られずとも自身の制作曲が誰かの耳に届けばいいという考え方であったために両者の間に意識のズレが生じていたと述べている。一方で吉川はバンド演奏に対する憧憬があったことから布袋とユニットを組んだと述べた上で、「隣の芝生は青く見えるというパターンだったのかも知れない」と述べた他、「巡り合わせが良かったから、実現した。いや、巡り合わせがとんでもなく悪かったから、実現したのかも知れない」とも述べている。

## 制作、音楽性とテーマ
吉川によれば本作はイエロー・マジック・オーケストラのように完全な分業体制で制作が行われたという。本作制作時には吉川と布袋で意見がかみ合わず、吉川は布袋に全権を委任し自身は歌唱可能な曲の選曲のみを行っている。すでに関係が破綻していた両者であったが、アルバムを1枚リリースしただけで完結するのは格好悪いという考えから、本作においては両者が全く共同作業を行わないというユニットとしての活動ではあり得ない方法で制作が進められた。レコーディング・スタジオにおいても両者が揃うことはなかったが、布袋が制作するデモテープは本番のレコーディングと大差がないことから問題ないと判断され、歌入れの際にも布袋は不在であったと吉川は述べている。
本作はアルバム全体で一つのテーマになるような方向性で、世紀末や1990年代の幕開けなどの壮大なテーマを掲げた作品として制作が開始された。当時、中華人民共和国における六四天安門事件やドイツにおけるベルリンの壁崩壊、東ヨーロッパ圏での東欧革命など世界的事件が勃発しており、ニュースを見ていた吉川は「いても立ってもいられない状態」に陥っていたと述べている。当時吉川は「画面の向こうで人がいっぱい死んでるのに、何で六本木をパンチラ姉ちゃんが歩いてるんだ? 変だね」という感想を持ち、その影響から制作されたのが本作収録曲の「MODERN VISION」であったと述べている。吉川は本作に向けて10曲程度制作していたものの、布袋がすでに全体の流れを構想していたために布袋主導で制作が行われることが決定し、「MODERN VISION」のみ布袋が制作を望んだことから本作に収録される運びとなった。布袋は10数曲をすでに制作済みであり、吉川によればプログレッシブ・ロックを思わせる曲やガット・ギターが挿入されている曲もあり、リフの良さから吉川は「おおっ、格好いい!」と当時発言していたと述べている。吉川はボーカルであるために歌を中心に考えた結果、ギターがバッキングのようになってしまうところを、布袋はギタリストであるために歌の合間を縫って自分を前に出す表現を行わなければならないことから、上手くギター演奏を曲中に入れ込んでいることを吉川は「そこが美しいなと思うよ」と述べた他、「音の作り方っていうのが、布袋君から学んだいちばん大きなものだね」とも述べている。吉川は「このアルバムは結構好き」と述べた上で、特にリフによって構成されている「GOOD SAVAGE」および「DRAGON CRIME」を最も好んでいると述べている。

## 楽曲

### SIDE ONE
1. 「ROMANTICA」
インストゥルメンタル曲。
2. 「PROPAGANDA」
3. 「LOVE CHARADE」
アウトロのコーラス部分の歌詞はブックレットには記載されていないが、布袋は後年「Love is always in the air but never when you want it there. Love is always in the air but when it's true it's forever.（愛は空気のような存在なのに 欲しいからと言って手に入らない 愛は空気のような存在だから それが本当の愛なら永遠に続く）」という内容であると明かしている[19]。
4. 「1990」
本作収録曲で最初に完成した曲でありシングルカットされているが、本作に収録されている音源はシングル・バージョンとはアレンジが若干異なっており、アウトロの演奏時間も長くなっている。詳細は「1990」を参照。
5. 「BLUE」
6. 「MODERN VISION」
デモテープの段階ではレッド・ツェッペリンの楽曲「移民の歌」（1970年）を意識して政治的にニュートラル、かつナンセンスな解釈で作るつもりであったが、布袋の手によりテーマ性および日本人好みなアレンジが施された。本作収録曲は後年吉川のソロライブにおいて演奏されているが、COMPLEX活動休止後しばらくは本曲のみライブにおいて演奏されることがあり、ライブ・アルバム『GOLDEN YEARS VOL.II』（1993年）にライブ音源が収録されている[20]。また、後に吉川とDISCO TWINSによるコラボレートユニット「DISCO K2 TWINS」のシングル「Juicy Jungle」（2006年）においてセルフカバーが収録されている[21]。
7. 「THE WALL」
前年に発生したベルリンの壁崩壊がモチーフになっている。「ニュースを見てて、いてもたってもいられなくなってベルリンに行き、そのまま現地で書いた曲」と布袋は語っている。吉川の歌唱部分は前半のみで、後半は外国人のトークなどが挿入され、インストゥルメンタルのような構成になっている。
本曲において布袋は、フェルナンデスより提供された試作のフレットレスギターをレコーディング中に使用している。

### SIDE TWO
1. 「NO MORE LIES」
2. 「GOOD SAVAGE」
3. 「HALF MOON」
インストゥルメンタル曲。
4. 「DRAGON CRIME (East & West)」
本曲のサブタイトルは、ベルリンの壁崩壊をモチーフにしていることから名付けられた。
5. 「MAJESTIC BABY」
6. 「AFTER THE RAIN (朱いChina)」
本曲のサブタイトルは、六四天安門事件をモチーフにしていることから名付けられた。

## リリース、アートワーク、チャート成績
本作は1990年4月18日に東芝EMIのイーストワールドレーベルからCDおよびカセットテープの2形態でリリースされた。本作からは先行シングルとして同年3月14日に「1990」がシングルカットされた。ジャケット写真や歌詞カードにおいて吉川および布袋の写真は一切使用されておらず、それぞれの経歴（布袋の場合はBOØWY時代含む）の中でオリジナル・アルバムにおいては初めてのことであった。CD版の初回限定版はアルミ製のケースになっており、またジャケット等のアートワークとして使用されているコンピュータグラフィックスは立花ハジメが担当している。
本作はオリコンアルバムチャートにおいて、最高位第1位の登場週数15回で売り上げ枚数は47.7万枚となった。CD版はその後2012年10月10日にデジタル・リマスタリングが施されたSHM-CDとして再リリースされた。

## ツアーと活動休止
本作を受けたコンサートツアーは「ROMANTIC 1990 TOUR」と題し、1990年5月9日の群馬県民会館公演を皮切りに8月8日の日本武道館公演まで30都市全53公演が実施された。同年11月8日には最終公演となる「ROMANTIC EXTRA」を東京ドームにて実施する。しかし東京ドーム公演を最後に、COMPLEXとしての活動は休止となった。すでにツアーは終了していたが、最後のライブを希望した吉川は布袋に対して東京ドーム公演を打診したものの、布袋は2枚目のソロ・アルバム『GUITARHYTHM II』（1991年）の制作準備に入っていたためにこれを拒否。しかし吉川は「いいじゃん。君はドームやったけど、僕はやったことないんだよ。ドームはちょっとやりたいんだけどね」と布袋を説得し、布袋側のスタッフも賛成したことから実現する運びとなった。同公演に関して吉川は、布袋との気持ちは一緒ではなかったために「バンドでありながら、知らんぷりしてライヴをやるってのは、初めての体験で。でもなかなかおもしろかった。これはこれでおもしろいんだって、思いながらやりましたね」と述べている。
打ち上げの席において吉川は布袋に対し「一緒にやらなかったら、友達でいられたかもしれないね」と話し、「じゃあ、元気でね」と告げた後は一切会っていないと1993年時点で述べている。後年吉川は布袋を嫌いになった訳ではなく、勉強させてもらった部分もあると感謝の念を表した上で離婚した妻のようなものであると述べている。また後年布袋はCOMPLEXを結成したことに対する後悔の念を表明しており、最も後悔していることについて「あいつといい友達だったのに、COMPLEXをやれることで離れちゃったなぁ…ということなんだよね。もしやらなかったら今でも肩並べてその辺で酒飲んでる友達同志でいたかもしれないしさ」と述べている。吉川は活動休止の理由について「友達同士ってのとビジネスのつきあいが、違うもんだったってことかな」と述べた他、「瞬間的な熱量はすごかったけど、だからこそすぐ燃え尽きてしまった。駆け落ちした瞬間に完結した、みたいな感じ。でも解散とは言ってなくて、休止ということになっていた。“急死”のほうが近いかも知れないですけど」と述べている。一方で布袋も「あいつと俺は一緒に音楽を作るふたりではなかったなあ…と思いますね」と吉川と同様の意見を述べた他、布袋は「事務所が別々だったり、何か俺らが見えないところでもうまくいかなくなっていったしね…」とも述べている。

## 批評
| 専門評論家によるレビュー | 専門評論家によるレビュー |
| レビュー・スコア         | レビュー・スコア         |
| 出典                     | 評価                     |
| ------------------------ | ------------------------ |
| CDジャーナル             | 肯定的                   |

音楽情報サイト『CDジャーナル』では、COMPLEXに対して「下世話さ満点、そのくせロック的なみえ切りのかっこ良さにも事欠かないという、希有なプロジェクト」であると評価、1作目と比較して「はるかにしぶいところに手間暇かけて、それでも仇花的な華やかさを失わないのはすごい」と指摘した上で「奇跡のスター・アルバム」であると称賛、また2012年の再リリース盤のレビューにおいては、音楽性に関して「緻密に練られた楽曲を吉川が華やかにセクシーに歌い、絡みつくように布袋のギターが縦横に舞う」と表現した他、「トリッキーなギター・プレイと華やかな歌声、そして緻密なサウンドが一体となった作品だ」と述べた上で「ロマンティックでハイパーなロックに浸れる名作」と絶賛した。

## 収録曲
- CDブックレットに記載されたクレジットを参照[32]。また、1曲目および10曲目はインストゥルメンタルとなっている。

| 全編曲: 布袋寅泰。 |                   |                    |           |       |
| #                  | タイトル          | 作詞               | 作曲      | 時間  |
| 1.                 | 「ROMANTICA」     |                    | 布袋寅泰  | 2:05  |
| 2.                 | 「PROPAGANDA」    | 布袋寅泰           | 布袋寅泰  | 3:52  |
| 3.                 | 「LOVE CHARADE」  | 吉川晃司           | 布袋寅泰  | 5:47  |
| 4.                 | 「1990」          | 吉川晃司           | 布袋寅泰  | 5:24  |
| 5.                 | 「BLUE」          | 吉川晃司、布袋寅泰 | 布袋寅泰  | 5:30  |
| 6.                 | 「MODERN VISION」 | 吉川晃司           | 吉川晃司  | 4:23  |
| 7.                 | 「THE WALL」      | 布袋寅泰           | 布袋寅泰  | 3:40  |
| 合計時間:          | 合計時間:         | 合計時間:          | 合計時間: | 30:41 |

| 全編曲: 布袋寅泰。 |                                |           |           |       |
| #                  | タイトル                       | 作詞      | 作曲      | 時間  |
| 8.                 | 「NO MORE LIES」               | 吉川晃司  | 布袋寅泰  | 4:00  |
| 9.                 | 「GOOD SAVAGE」                | 吉川晃司  | 布袋寅泰  | 3:18  |
| 10.                | 「HALF MOON」                  |           | 布袋寅泰  | 2:15  |
| 11.                | 「DRAGON CRIME (East & West)」 | 吉川晃司  | 布袋寅泰  | 5:16  |
| 12.                | 「MAJESTIC BABY」              | 吉川晃司  | 布袋寅泰  | 4:03  |
| 13.                | 「AFTER THE RAIN (朱いChina)」 | 吉川晃司  | 布袋寅泰  | 5:48  |
| 合計時間:          | 合計時間:                      | 合計時間: | 合計時間: | 24:40 |

## スタッフ・クレジット
- CDブックレットに記載されたクレジットを参照[2]。

### COMPLEX
- 吉川晃司 – ボーカル
- 布袋寅泰 – ギター、バックグラウンドボーカル、ベーシックリズムパターン & キーボード（1,2,4,7曲目）

### 参加ミュージシャン
- 藤井丈司 – キーボードプログラミング
- 山木秀夫 – ドラムス（2,3,5,13曲目）
- 宮脇知史 – ドラムス（9曲目）
- 浅田孟 – ベース（2,3,5,13曲目）
- BAnaNA – キーボード（5,7,11曲目）
- 花田裕之 – アコースティックギター（13曲目）
- ジェーソン・“ファット・ホーンズ”ブルーアー – ブラス、ブラスアレンジメント（7,11曲目）
- GS・スティーブンス – ブラス（7,11曲目）
- ジェイソン・マクダーミド – ブラス（7,11曲目）
- クリス・ローレンス – ブラス（7,11曲目）
- キャロル・ケニオン – バックグラウンドボーカル（3,11曲目）
- キャロル・トンプソン（英語版） – バックグラウンドボーカル（3,11曲目）

### スタッフ
- 布袋寅泰 – プロデューサー
- マイケル・ツィマリング – レコーディング・エンジニア、ミキシング・エンジニア
- カラム・リーズ – アシスタント・エンジニア
- トリスティン・パウエル – アシスタント・エンジニア
- 伊藤康宏 – アシスタント・エンジニア
- 菅谷憲（東芝EMI） – A&Rディレクター
- 関口光信 (TOY BOX) – A&Rディレクター、マネージメント
- 高橋かずみ (IRc2) – マネージメント
- 富樫巧 (7's) – マネージメント
- すももざわしげき (IRc2) – マネージメント・スタッフ
- なかたけんいち (7's) – マネージメント・スタッフ

- 糟谷銑司（IRc2コーポレーション） – エグゼクティブ・プロデューサー
- 河村嚴生（セブンスエンタープライズ） – エグゼクティブ・プロデューサー
- 石坂敬一（東芝EMI） – エグゼクティブ・プロデューサー
- 下河辺晴三（東芝EMI） – エグゼクティブ・プロデューサー

- 永石勝 – アート・ディレクション、デザイン
- 立花ハジメ – コンピュータグラフィックス
- 上杉季明 – デザイン

## チャート、認定
| チャート         | リリース年 | 最高順位 | 登場週数 | 売上数   | 規格   | 出典   |
| ---------------- | ---------- | -------- | -------- | -------- | ------ | ------ |
| 日本（オリコン） | 1990年     | 1位      | 15回     | 47.7万枚 | CD, CT | [ 4 ]  |
| 日本（オリコン） | 2012年     | 86位     | 1回      | 0.1万枚  | SHM-CD | [ 33 ] |

| 国/地域 | 認定組織         | 日付      | 認定     | 売上数   | 出典  |
| ------- | ---------------- | --------- | -------- | -------- | ----- |
| 日本    | 日本レコード協会 | 1990年4月 | プラチナ | 400,000+ | [ 5 ] |

## リリース日一覧
| No. | リリース日     | レーベル                                    | 規格         | カタログ番号 | 備考                                       | 出典                |
| --- | -------------- | ------------------------------------------- | ------------ | ------------ | ------------------------------------------ | ------------------- |
| 1   | 1990年4月18日  | 東芝EMI／イーストワールド                   | CD           | TOCT-5660    | 初回限定アルミニウムBOX入り                | [ 4 ] [ 30 ] [ 34 ] |
| 2   | 1990年4月18日  | 東芝EMI／イーストワールド                   | CT           | TOTT-5660    |                                            | [ 4 ]               |
| 3   | 2012年10月10日 | EMIミュージック・ジャパン／イーストワールド | SHM-CD       | TOCT-95115   | デジタルリマスター仕様                     | [ 31 ] [ 35 ]       |
| 4   | 2019年3月1日   | ユニバーサルミュージック                    | AAC-LC       | -            | デジタル・ダウンロード、2012年リマスター版 | [ 36 ]              |
| 5   | 2019年3月1日   | ユニバーサルミュージック                    | ロスレスFLAC | -            | デジタル・ダウンロード、2012年リマスター版 | [ 37 ]              |